# Julius Friedrich, Công tước xứ Württemberg-Weiltingen
Julius Friedrich (3 tháng 6 năm 1588 tại Montbéliard – 25 tháng 4 năm 1635 tại Strasbourg) là công tước đầu tiên của xứ Württemberg-Weiltingen.